# 胡达·本·阿米尔
胡达·本·阿米尔（阿拉伯語：هدى بن عامر）是一位前利比亚政治人物，她支持利比亚前领导人穆阿迈尔·卡扎菲，胡达·本·阿米尔曾任监察人民监督全国人民代表大会书记、班加西市长，她擔任這些職務一直至第一次利比亞內戰爆发为止。
本·阿米尔生于班加西附近的城市迈尔季，曾就读于班加西的加尤尼斯大学。1984年，卡扎菲当局公开处决萨迪克·哈米德·舒瓦赫迪。绞刑进行得并不顺利，就在舒瓦赫迪在绞架上挣扎时，本·阿米尔突然走上前去，抓住前者的双腿，再往下拽，直到他断气为止。
本·阿米尔后来很喜欢吹嘘自己的这个事迹——班加西的人们都记得她说过“我们不需要谈话，我们只需要绞刑”，这令班加西市民一直厌恶她，给她起了个外号叫“刽子手胡达”。但本·阿米尔的举动却给正在看处刑直播的卡扎菲留下了深刻印象。他后来提拔本·阿米尔坐上政府高位，后者曾两度担任班加西市长，还是秘密警察索里亚军团的一位领导人。
2011年初，利比亚全国爆发抗議和衝突，人群冲进本·阿米尔在班加西的公馆，但没找到她，接着便把整个寓所付之一炬。2011年3月，在卡扎菲的一次电视演说中，本·阿米尔就在他身旁。2011年9月2日，全国过渡委员会的英国协调员古马·加马蒂在推特上称本·阿米尔已在的黎波里被全国过渡委员会的部队俘虏。
但从未有人能确认本·阿米尔真的被捕了，她也没有出庭受审。2019年，利比亚民众国广播公司播出了采访本·阿米尔的节目。2022年，她又通過Clubhouse聊天软件接受采访，她指控利比亚民族团结政府总理阿卜杜勒·哈米德·德贝巴的家族有贪腐问题。